# Disa venosa
Disa venosa är en orkidéart som beskrevs av Olof Swartz. Disa venosa ingår i släktet Disa och familjen orkidéer. Inga underarter finns listade i Catalogue of Life.

## Bildgalleri

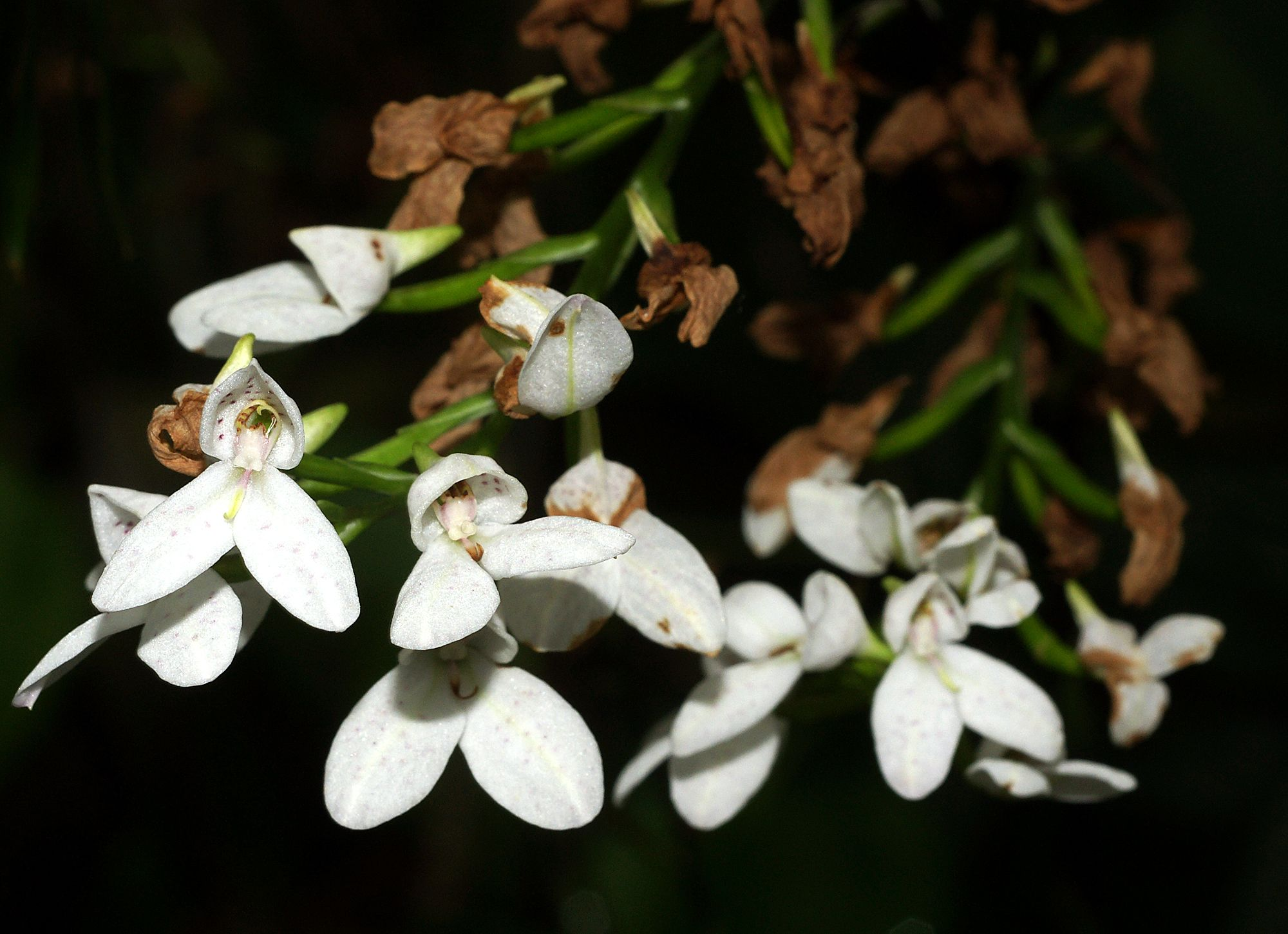
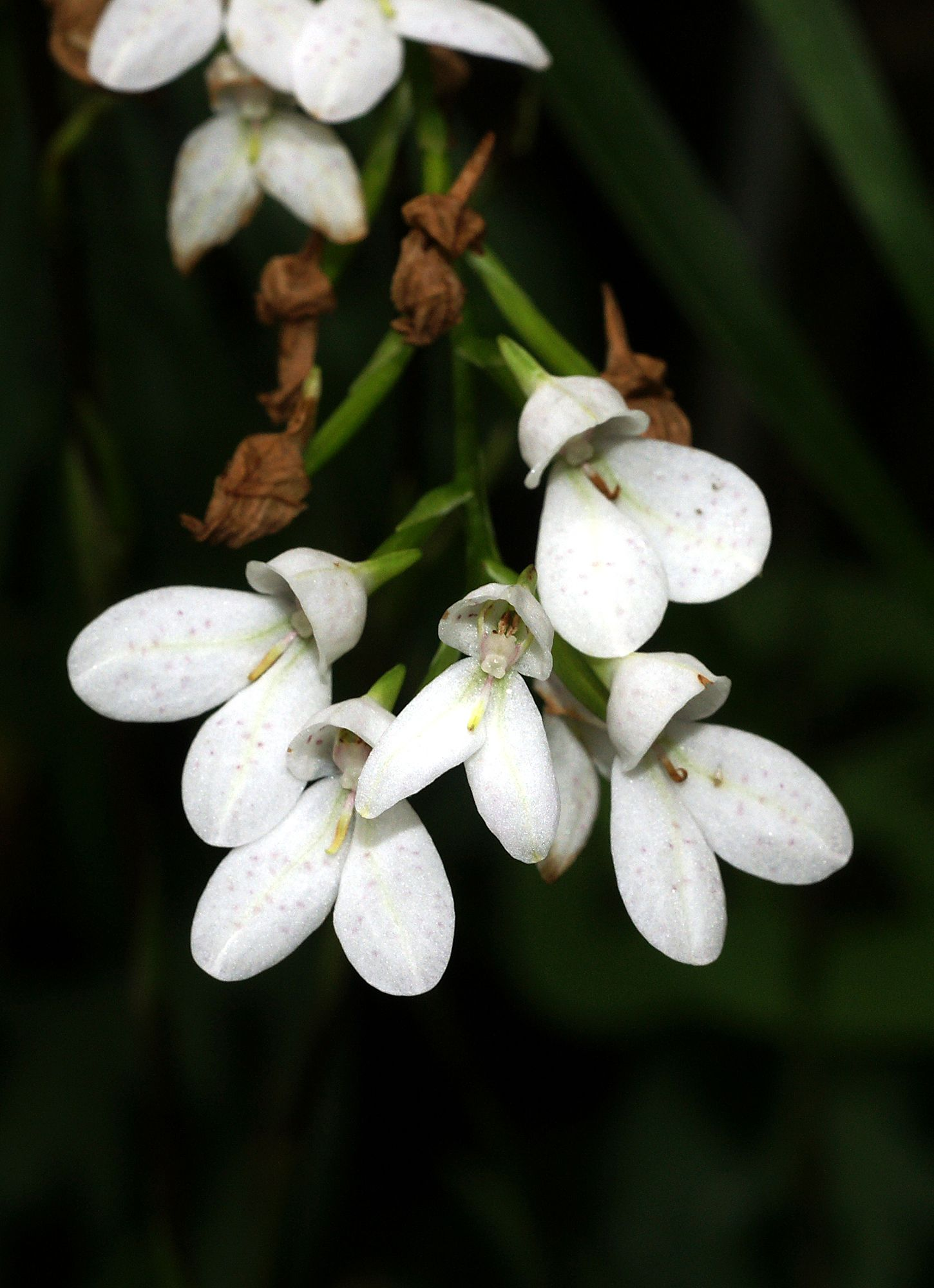
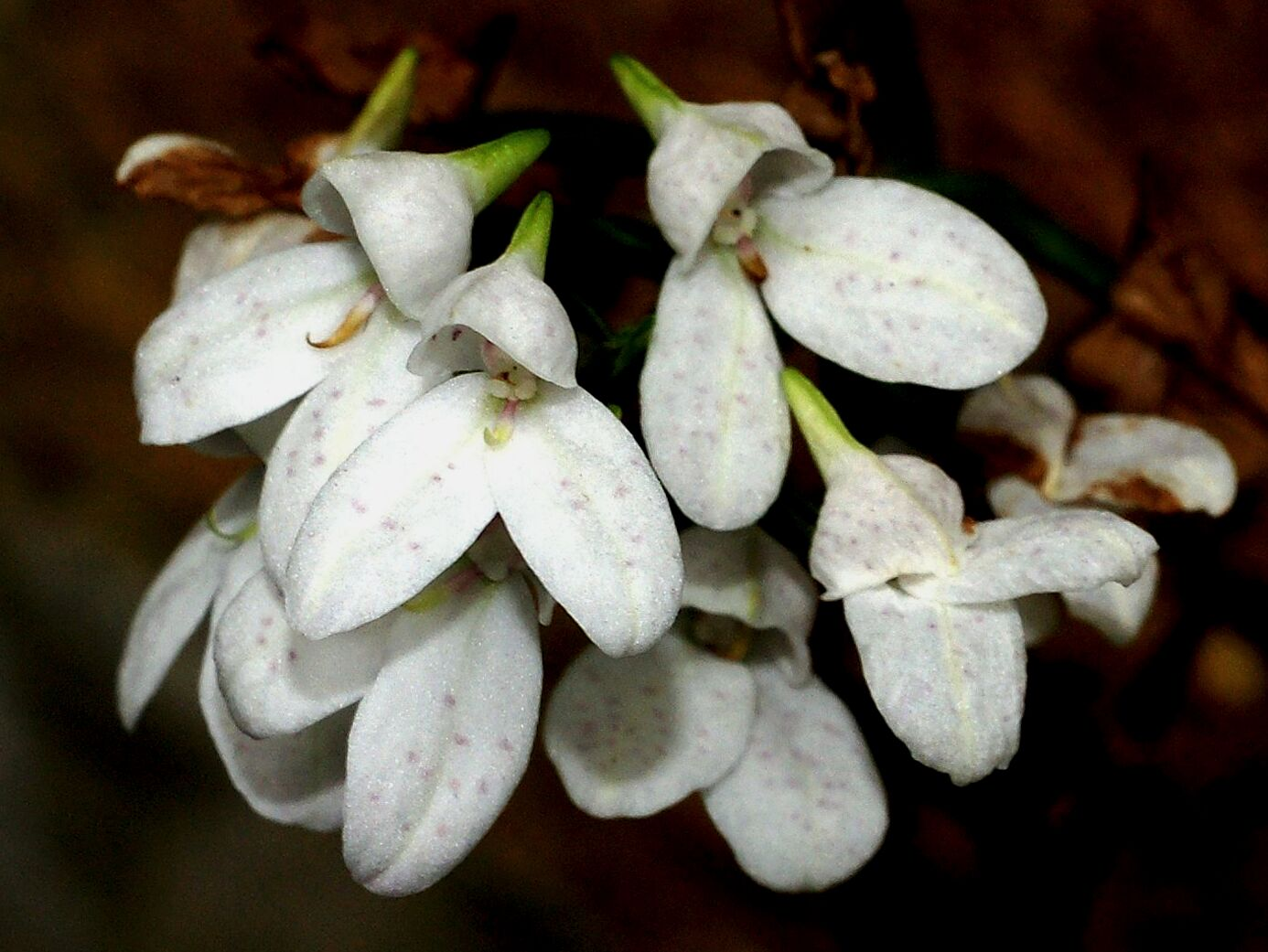
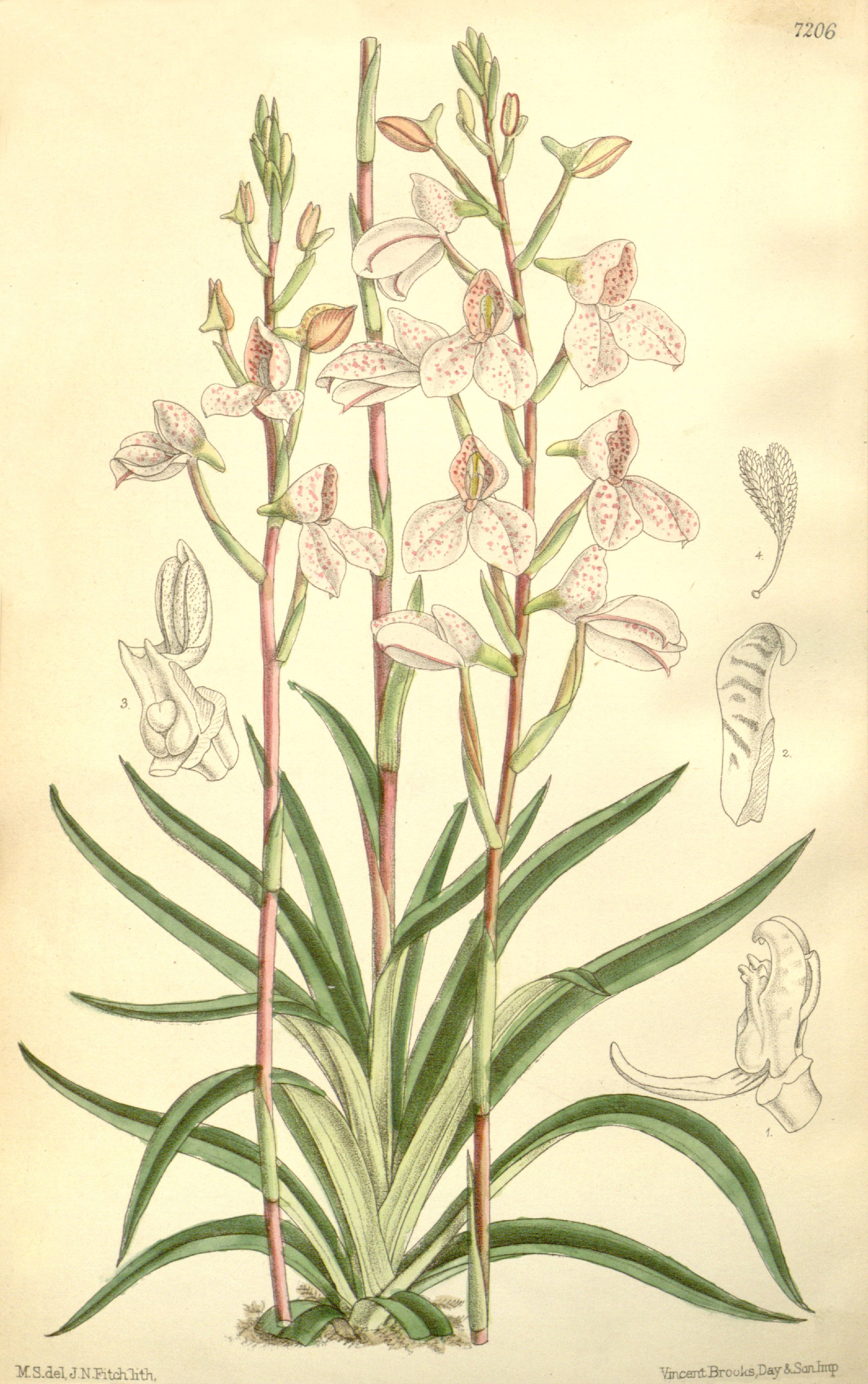
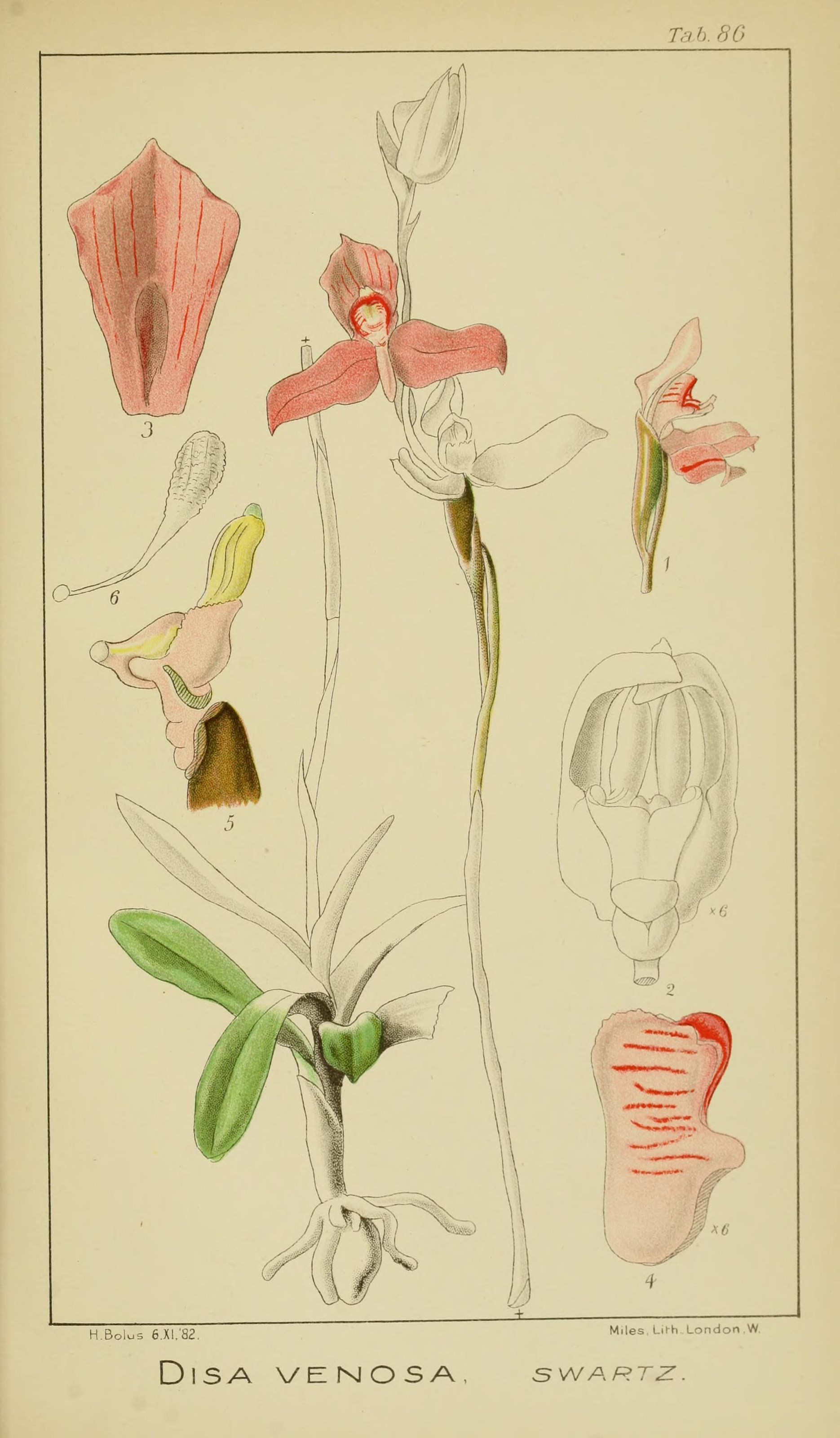